# L'usignolo
L'usignolo (danese: Nattergalen) è una fiaba di Hans Christian Andersen, pubblicata l'11 novembre 1843.
Si ritiene che la fiaba sia stata ispirata da un amore non corrisposto dell'autore, per la soprano lirico Jenny Lind (soprannominata "l'usignolo svedese").

## Trama
L'imperatore della Cina, leggendo un libro regalatogli dall'imperatore del Giappone, scopre che la più bella cosa esistente al mondo è l'usignolo.
Sorpreso, poiché non ne aveva mai sentito parlare, ordina che l'uccello venga portato al suo cospetto, così che canti per lui. Una cuoca si dirige nella foresta in cui vive l'animale e lo trova; portato di fronte al sovrano, l'usignolo canta così bene, da far commuovere fino alle lacrime l'imperatore (che decide di farne la più grande attrazione del suo palazzo).
Un giorno, tuttavia, l'imperatore riceve un nuovo dono dall'imperatore giapponese: un pacco contenente un usignolo artificiale; un nastro sul collo dell'oggetto recita: «Usignolo meccanico, offerto in dono dall'imperatore del Giappone per l'imperatore cinese». Entusiasta, lo fa subito esibire, per confrontarlo con quello vero; i cortigiani rimangono deliziati dal canto, tuttavia, quando giunge il turno del vero usignolo, si scopre che è fuggito via. Di conseguenza, l'imperatore lo bandisce dalla corte e sistema l'usignolo artificiale, la cui melodia è perfetta ma sempre uguale, accanto al proprio letto.
Ogni notte, l'usignolo artificiale canta per l'imperatore, ma a un certo punto i suoi ingranaggi si consumano; viene fatto riparare, tuttavia, adesso potrà cantare solo una volta all'anno. Cinque anni dopo, il sovrano si è gravemente ammalato; una notte, la Morte si appoggia sul suo petto e gli mostra tutte le azioni che ha compiuto nel corso della sua vita. Disperato, l'uomo supplica il finto usignolo di cantare, per scacciare quei ricordi orribili, ma l'oggetto rimane muto.
Improvvisamente, però, si sente cantare da una vicina finestra: è il vero usignolo, tornato a corte; la Morte, scossa dal suo canto, abbandona in lacrime il corpo del malato che guarisce subito. Allora, l'imperatore gli chiede come possa ricompensarlo; l'usignolo risponde che le lacrime versate la prima volta che lo sentì cantare lo hanno già appagato più di quanto potrebbe fare qualsiasi ricchezza. Poi, alla proposta dell'uomo di tornare a vivere nel palazzo, l'uccello rifiuta di farlo ma promette che sarebbe venuto a trovarlo ogni volta che avrebbe voluto vederlo; così da cantargli tutto quello che vede in volo.
Quando i cortigiani si dirigono nella stanza dell'imperatore convinti di doverne constatare il decesso, vedono il sovrano in piena forma che sta augurando loro il buongiorno.

## In altri media
- Nel 1914, venne realizzata l'opera lirica Le Rossignol, di Igor Stravinsky, presentato dai Balletti Russi di Sergej Djagilev.
- Nel 1920, venne realizzato il poema sinfonico Le chant du rossignol, versione rielaborata della precedente opera lirica, presentato dai Balletti Russi di Djagilev (con la coreografia di Léonid Mjasin e la scenografia e i costumi di Henri Matisse); presentato nuovamente nel 1925, con la coreografia di George Balanchine.
- Nel 1927, venne realizzato il film d'animazione L'usignolo cinese, diretto da Lotte Reiniger.
- Nel 1948, venne realizzato il film d'animazione L'usignolo dell'imperatore, diretto da Jiří Trnka.
- Nel 1958, la storia venne adattata in un episodio della serie Le grandi fiabe.
- Nel 1971, la fiaba venne adattata nell'11° e nel 12º episodio della serie animata Le fiabe di Andersen.
- Nel 1982, venne realizzato un musical, debuttato a Londra e con protagonista Sarah Brightman.
- Nel 1983, la fiaba venne adattata nel secondo episodio della prima stagione, della serie televisiva Nel regno delle fiabe.
- Nel 1999, a Efteling, ne venne realizzata un'attrazione a tema.